# Емілі Стоун (письменниця)
Емілі Стоун (нар. 1989) — валлійська письменниця любовних романів. Живе у Чепстоу.

## Кар'єра
Стоун, яка використовує псевдонім, є авторкою романів «Завжди, у грудні» (2021) та «Останній подарунок» (2022). «Завжди, у грудні» був натхненний смертю матері Стоун, яка померла, коли дівчинці було сім років.
Обидва романи отримали рецензії із зірочками від Publishers Weekly. Рецензія на роман «Завжди, у грудні» була позитивною, там зазначено: «Шанувальникам романтики слід приготуватися до слізливого фіналу цієї зворушливої, добре продуманої історії про кохання, що трапляється раз у житті. Вона така ж незабутня, як і пронизливо болюча». USA Today назвав «Завжди, у грудні» «справді незабутнім і зворушливим романом» і назвав його найкращою романтично-комедійною книжкою 2021 року.

## Книги
- Завжди, у грудні.  Dell. 2021 рік.  Аудіокнига, яку читає Гізер Лонґ[9].
- Останній подарунок. Dell. 2022 рік. ISBN 978-0-593-59834-4ISBN 978-0-593-59834-4. Аудіокнига, яку читає Гізер Лонґ[10]
- Кохаю, Голлі. Headline Review. ISBN 9781035400010ISBN 9781035400010[11].

## Зовнішні посилання
- Емілі Стоун на Goodreads
- Інтерв’ю в подкасті My Nights Are Booked